# OL-medaljevindere fra Danmark
OL-medaljevindere fra Danmark er omdrejningspunktet for denne artikel, idet der er specifikt fokus på medaljevindere inden for de forskellige sportsgrene. 

## Flest medaljer
Danmark har sendt sportsudøvere afsted til de olympiske lege siden det første olympiske lege i Athen i 1896 – dog undtagen til Sommer-OL 1904. 
Det største antal medaljer en enkelt sportsudøver har vundet er fem. Dette er opnået af:
- Eskild Ebbesen, der er den mest succesrige danske OL-atlet gennem tiderne, hvis man ser på antallet af medaljer og deres karat (guld, sølv eller bronze). Ved de fem olympiske lege i perioden 1996-2012 vandt han tre guldmedaljer og to bronzemedaljer i roning.
- Lasse Norman Hansen, der har vundet fem medaljer i cykling. Det er blevet til to guldmedaljer, én sølvmedalje og to bronzemedaljer ved legene i perioden 2012-2020.
- Lars Jørgen Madsen, der deltog i fem olympiske lege. Her vandt han fem medaljer i skydning fra 1900 til 1924: To guldmedaljer, to sølvmedaljer og én bronzemedalje.
- Niels Hansen Ditlev Larsen, der ligeledes vandt fem medaljer i skydning ved de olympiske lege.  Det blev til én guldmedalje, én sølvmedalje og tre bronzemedaljer ved legene i 1912, 1920 og 1924.

Derudover har herrernes fodboldhold vundet fem medaljer (én guld-, tre sølv- og én bronzemedalje). Guldmedaljen, der blev vundet ved De Olympiske mellemlege 1906, indgår imidlertid ikke formelt i Den Internationale Olympiske Komités (IOC) opregning af medaljer, idet komitéen ikke anerkender dette lege. Herudover kan det bemærkes, at Paul Elvstrøm som den eneste danske sportsudøver har vundet fire guldmedaljer. De er vundet i sejlsport ved legene fra 1948 til 1960.

## Sommer-OL

### Sportsgrene med danske medaljevindere
Ved de olympiske lege konkurreres der i en række sportsgrene og discipliner, der har vekslet gennem årene. Danske sportsudøvere har vundet medaljer i 20 sportsgrene ved sommer-OL. De fremgår af nedenstående oversigt. 
| Sportsgrene med danske medaljevindere ved sommer-OL (1896-2024) |
| --- |
| - Atletik - Badminton - Boksning - Bordtennis - Brydning - Cyklinga) - Fodbold - Fægtning - Gymnastik - Hockey - Håndbold - Kano og kajak - Ridning/Hestesport - Roning - Sejlsport - Skydning - Tennis - Tovtrækningb) - Taekwondo - Vandsport / Svømmesportc) - Vægtløftning |
| Note a) Omfatter landevejs- og banecykling. b) Den er ikke længere på det olympiske program. c) Omfatter udspring og svømning. |

### Oversigter over medaljevindere
Nedenfor følger de danske sportsudøveres resultater for ovennævnte sportsgrene ved sommer-OL. De er opstillet i alfabetisk orden og fordelt på årstal og sted for afholdelse af OL, medaljernes karat (guld, sølv og bronze) og disciplin.

#### Atletik
| Danske medaljevindere ved OL i atletik fordelt på år og sted, medalje (karat) og disciplin | Danske medaljevindere ved OL i atletik fordelt på år og sted, medalje (karat) og disciplin | Danske medaljevindere ved OL i atletik fordelt på år og sted, medalje (karat) og disciplin | Danske medaljevindere ved OL i atletik fordelt på år og sted, medalje (karat) og disciplin |
| Årstal og sted | Medalje                                                                                    | Navn(e)                                                                                    | Disciplin                                                                                  |
| --- | ------------------------------------------------------------------------------------------ | ------------------------------------------------------------------------------------------ | ------------------------------------------------------------------------------------------ |
| 2016 Rio de Janeiro | Sølv                                                                                       | Sara Slott Petersen                                                                        | 400 meter hækkeløb                                                                         |
| 2004 Athen | Sølva)                                                                                     | Joachim B. Olsen                                                                           | Kuglestød                                                                                  |
| 2004 Athen | Bronze                                                                                     | Wilson Kipketer                                                                            | 800 meter løb                                                                              |
| 2000 Sydney | Sølv                                                                                       | Wilson Kipketer                                                                            | 800 meter løb                                                                              |
| 1948 London | Bronze                                                                                     | Lily Carlstedt                                                                             | Spydkast                                                                                   |
| 1920 Antwerpen | Sølv                                                                                       | Henry Petersen                                                                             | Stangspring                                                                                |
| 1900 Paris | Bronze                                                                                     | Ernst Schultz                                                                              | 400 meter løb                                                                              |
| Note a) Joachim B. Olsen fik en tredjeplads i konkurrencen, men fik senere tildelt sølvmedaljen efter diskvalificeringen af Jurij Bilonoh. Yderligere oplysninger om atletik ved sommer-OL: 1900, 1920, 1948, 2000, 2004, 2016 |                                                                                            |                                                                                            |                                                                                            |

#### Badminton
| Danske medaljevindere ved OL i badminton fordelt på år og sted, medalje (karat) og disciplin            | Danske medaljevindere ved OL i badminton fordelt på år og sted, medalje (karat) og disciplin | Danske medaljevindere ved OL i badminton fordelt på år og sted, medalje (karat) og disciplin | Danske medaljevindere ved OL i badminton fordelt på år og sted, medalje (karat) og disciplin |
| Årstal og sted                                                                                          | Medalje                                                                                      | Navn(e)                                                                                      | Disciplin                                                                                    |
| --- | -------------------------------------------------------------------------------------------- | -------------------------------------------------------------------------------------------- | -------------------------------------------------------------------------------------------- |
| 2024 Paris                                                                                              | Guld                                                                                         | Viktor Axelsen                                                                               | Herresingle                                                                                  |
| 2020 Tokyo                                                                                              | Guld                                                                                         | Viktor Axelsen                                                                               | Herresingle                                                                                  |
| 2016 Rio de Janeiro                                                                                     | Sølv                                                                                         | Christinna Pedersen Kamilla Rytter Juhl                                                      | Damedouble                                                                                   |
| 2016 Rio de Janeiro                                                                                     | Bronze                                                                                       | Viktor Axelsen                                                                               | Herresingle                                                                                  |
| 2012 London                                                                                             | Sølv                                                                                         | Mathias Boe Carsten Mogensen                                                                 | Herredouble                                                                                  |
| 2012 London                                                                                             | Bronze                                                                                       | Joachim Fischer Christinna Pedersen                                                          | Mixeddouble                                                                                  |
| 2004 Athen                                                                                              | Bronze                                                                                       | Jens Eriksen Mette Schjoldager                                                               | Mixeddouble                                                                                  |
| 2000 Sydney                                                                                             | Sølv                                                                                         | Camilla Martin                                                                               | Damesingle                                                                                   |
| 1996 Atlanta                                                                                            | Guld                                                                                         | Poul-Erik Høyer Larsen                                                                       | Herresingle                                                                                  |
| 1992 Barcelona                                                                                          | Bronze                                                                                       | Thomas Stuer-Lauridsen                                                                       | Herresingle                                                                                  |
| Note Yderligere oplysninger om badminton ved sommer-OL: 1992, 1996, 2000, 2004, 2012, 2016, 2020, 2024. |                                                                                              |                                                                                              |                                                                                              |

#### Boksning
| Danske medaljevindere ved OL i boksning fordelt på år og sted, medalje (karat) og samt disciplin      | Danske medaljevindere ved OL i boksning fordelt på år og sted, medalje (karat) og samt disciplin | Danske medaljevindere ved OL i boksning fordelt på år og sted, medalje (karat) og samt disciplin | Danske medaljevindere ved OL i boksning fordelt på år og sted, medalje (karat) og samt disciplin |
| Årstal og sted                                                                                        | Medalje                                                                                          | Navn(e)                                                                                          | Disciplin                                                                                        |
| --- | ------------------------------------------------------------------------------------------------ | ------------------------------------------------------------------------------------------------ | ------------------------------------------------------------------------------------------------ |
| 1992 Barcelona                                                                                        | Bronze                                                                                           | Brian Nielsen                                                                                    | Sværvægt                                                                                         |
| 1952 Helsinki                                                                                         | Bronze                                                                                           | Victor Jørgensen                                                                                 | Weltervægt                                                                                       |
| 1948 London                                                                                           | Bronze                                                                                           | Svend Wad                                                                                        | Letvægt                                                                                          |
| 1936 Berlin                                                                                           | Bronze                                                                                           | Gerhard Pedersen                                                                                 | Weltervægt                                                                                       |
| 1932 Los Angeles                                                                                      | Bronze                                                                                           | Peter Jørgensen                                                                                  | Letsværvægt                                                                                      |
| 1928 Amsterdam                                                                                        | Bronze                                                                                           | Michael Jacob Michaelsen                                                                         | Sværvægt                                                                                         |
| 1924 Paris                                                                                            | Guld                                                                                             | Hans Jacob Nielsen                                                                               | Letvægt                                                                                          |
| 1924 Paris                                                                                            | Sølv                                                                                             | Søren Peter Petersen                                                                             | Sværvægt                                                                                         |
| 1924 Paris                                                                                            | Sølv                                                                                             | Thyge Alexander Petersen                                                                         | Letsværvægt                                                                                      |
| 1920 Antwerpen                                                                                        | Sølv                                                                                             | Gotfred Johansen                                                                                 | Letvægt                                                                                          |
| 1920 Antwerpen                                                                                        | Sølv                                                                                             | Anders Petersen                                                                                  | Fluevægt                                                                                         |
| 1920 Antwerpen                                                                                        | Sølv                                                                                             | Søren Peter Petersen                                                                             | Sværvægt                                                                                         |
| Note Yderligere oplysninger om boksning ved sommer-OL: 1920, 1924, 1928, 1932, 1936, 1948,1952, 1992. |                                                                                                  |                                                                                                  |                                                                                                  |

#### Bordtennis
| Danske medaljevindere ved OL i bordtennis fordelt på år og sted, medalje (karat) og samt disciplin | Danske medaljevindere ved OL i bordtennis fordelt på år og sted, medalje (karat) og samt disciplin | Danske medaljevindere ved OL i bordtennis fordelt på år og sted, medalje (karat) og samt disciplin | Danske medaljevindere ved OL i bordtennis fordelt på år og sted, medalje (karat) og samt disciplin |
| Årstal og sted                                                                                     | Medalje                                                                                            | Navn(e)                                                                                            | Disciplin                                                                                          |
| -------------------------------------------------------------------------------------------------- | -------------------------------------------------------------------------------------------------- | -------------------------------------------------------------------------------------------------- | -------------------------------------------------------------------------------------------------- |
| 2004 Athen                                                                                         | Bronze                                                                                             | Michael Maze Finn Tugwell                                                                          | Herredouble                                                                                        |
| NoteYderligere oplysninger om bordtennis ved sommer-OL: 2004.                                      | | | |

#### Brydning
| Danske medaljevindere ved OL i brydning fordelt på år og sted, medalje (karat) og disciplin            | Danske medaljevindere ved OL i brydning fordelt på år og sted, medalje (karat) og disciplin | Danske medaljevindere ved OL i brydning fordelt på år og sted, medalje (karat) og disciplin | Danske medaljevindere ved OL i brydning fordelt på år og sted, medalje (karat) og disciplin |
| Årstal og sted                                                                                         | Medalje                                                                                     | Navn(e)                                                                                     | Disciplin                                                                                   |
| --- | ------------------------------------------------------------------------------------------- | ------------------------------------------------------------------------------------------- | ------------------------------------------------------------------------------------------- |
| 2024 Paris                                                                                             | Bronze                                                                                      | Turpal Bisultanov                                                                           | 87 kg græsk-romersk stil                                                                    |
| 2016 Rio de Janeiro                                                                                    | Sølv                                                                                        | Mark O. Madsen                                                                              | 75 kg græsk-romersk stil                                                                    |
| 1948 London                                                                                            | Bronze                                                                                      | Henrik Hansen                                                                               | Græsk-romersk, Weltervægt                                                                   |
| 1932 Los Angeles                                                                                       | Sølv                                                                                        | Abraham Kurland                                                                             | Græsk-romersk, Letvægt                                                                      |
| 1920 Antwerpen                                                                                         | Sølv                                                                                        | Poul Hansen                                                                                 | Sværvægt                                                                                    |
| 1920 Antwerpen                                                                                         | Bronze                                                                                      | Johannes Thorvald Eriksen                                                                   | Letsværvægt                                                                                 |
| 1912 Stockholm                                                                                         | Bronze                                                                                      | Søren Marinus Jensen                                                                        | Sværvægt                                                                                    |
| 1908 London                                                                                            | Bronze                                                                                      | Anders Andersen                                                                             | Mellemvægt                                                                                  |
| 1908 London                                                                                            | Bronze                                                                                      | Carl Marinus Jensen                                                                         | Letsværvægt                                                                                 |
| 1906 Athen                                                                                             | Guld                                                                                        | Søren Marius Jensen                                                                         | Sværvægt                                                                                    |
| 1906 Athen                                                                                             | Sølv                                                                                        | Karl Karlsen                                                                                | Letvægt                                                                                     |
| 1906 Athen                                                                                             | Bronze                                                                                      | Robert Behrens                                                                              | Mellemvægt                                                                                  |
| 1908 London                                                                                            | Bronze                                                                                      | Søren Marinus Jensen                                                                        | Sværvægt                                                                                    |
| Note Yderligere oplysninger om brydning ved sommer-OL: 1906, 1908, 1912, 1920, 1932, 1948, 2016, 2024. |                                                                                             |                                                                                             |                                                                                             |

#### Cykling
| Danske medaljevindere ved OL i cykling fordelt på år og sted, medalje (karat) og disciplin                                                                  | Danske medaljevindere ved OL i cykling fordelt på år og sted, medalje (karat) og disciplin | Danske medaljevindere ved OL i cykling fordelt på år og sted, medalje (karat) og disciplin     | Danske medaljevindere ved OL i cykling fordelt på år og sted, medalje (karat) og disciplin |
| Årstal og sted | Medalje                                                                                    | Navn(e)                                                                                        | Disciplin                                                                                  |
| --- | ------------------------------------------------------------------------------------------ | ---------------------------------------------------------------------------------------------- | ------------------------------------------------------------------------------------------ |
| 2024 Paris | Bronze                                                                                     | Michael Mørkøv Niklas Larsen                                                                   | Banecykling, parløb                                                                        |
| 2020 Tokyo | Guld                                                                                       | Michael Mørkøv Lasse Norman Hansen                                                             | Banecykling, parløb                                                                        |
| 2020 Tokyo | Sølv                                                                                       | Amalie Dideriksen Julie Leth                                                                   | Banecykling, parløb                                                                        |
| 2020 Tokyo | Sølv                                                                                       | Frederik Rodenberg Niklas Larsen Rasmus Lund Lasse Norman Hansen                               | Banecykling, 4 km holdforfølgelse                                                          |
| 2016 Rio de Janeiro | Sølv                                                                                       | Jakob Fuglsang                                                                                 | Landevejscykling, linjeløb                                                                 |
| 2016 Rio de Janeiro | Bronze                                                                                     | Lasse Norman Hansen                                                                            | Banecykling, omnium                                                                        |
| 2016 Rio de Janeiro | Bronze                                                                                     | Lasse Norman Hansen Niklas Larsen Frederik Madsen Casper von Folsach Rasmus Quaade             | Banecykling, holdforfølgelse                                                               |
| 2012 London | Guld                                                                                       | Lasse Norman Hansen                                                                            | Banecykling, omnium                                                                        |
| 2008 Beijing | Sølv                                                                                       | Casper Jørgensen Jens-Erik Madsen Michael Mørkøv Alex Nicki Rasmussen Michael Færk Christensen | Banecykling, holdforfølgelse                                                               |
| 1996 Atlanta | Sølv                                                                                       | Rolf Sørensen                                                                                  | Landevejscykling, linjeløb                                                                 |
| 1992 Barcelona | Bronze                                                                                     | Jan Bo Petersen Jimmi Madsen Ken Frost Klaus Kynde Nielsen                                     | Banecykling, holdforfølgelse                                                               |
| 1988 Seoul | Guld                                                                                       | Dan Frost                                                                                      | Banecykling, pointløb                                                                      |
| 1980 Moskva | Bronze                                                                                     | Hans-Henrik Ørsted                                                                             | Banecykling, 4000 meter forfølgelse                                                        |
| 1976 Montreal | Bronze                                                                                     | Niels Fredborg                                                                                 | Banecykling, 1000 meter på tid                                                             |
| 1976 Montreal | Bronze                                                                                     | Verner Blaudzun Gert Frank Jørgen Emil Hansen Jørn Lund                                        | Landevejscykling, 100 km holdløb                                                           |
| 1972 München | Guld                                                                                       | Niels Fredborg                                                                                 | Banecykling, 1000 meter på tid                                                             |
| 1968 Mexico | Guld                                                                                       | Gunnar Asmussen Reno Bent Olsen Per Lyngemark Mogens Frey                                      | Banecykling, 4000 meter holdforfølgelse                                                    |
| 1968 Mexico | Sølv                                                                                       | Niels Fredborg                                                                                 | Banecykling, 1000 m på tid                                                                 |
| 1968 Mexico | Sølv                                                                                       | Mogens Frey                                                                                    | Banecykling, 4000 meter individuel forfølgelse                                             |
| 1968 Mexico | Sølv                                                                                       | Leif Mortensen                                                                                 | Landevejsløb                                                                               |
| 1964 Tokyo | Sølv                                                                                       | Kjell Rodian                                                                                   | Landevejsløb                                                                               |
| 1964 Tokyo | Bronze                                                                                     | Preben Isaksson                                                                                | Banecykling, 4000 meter individuel forfølgelse                                             |
| 1948 London | Bronze                                                                                     | Axel Carl Schandorff                                                                           | Banecykling, sprint                                                                        |
| 1932 Los Angeles | Sølv                                                                                       | Frode Otto Sørensen Leo Nielsen Henry Hansen                                                   | Landevejscykling, 100 km holdløb                                                           |
| 1932 Los Angeles | Bronze                                                                                     | Harald Christensen Willy Gervin                                                                | Banecykling, 2000 meter på tandem                                                          |
| 1928 Amsterdam | Guld                                                                                       | Henry Hansen                                                                                   | Landevejscykling, enkeltstart (168 km)                                                     |
| 1928 Amsterdam | Guld                                                                                       | Willy Falck Hansen                                                                             | Banecykling, 1000 meter på tid                                                             |
| 1928 Amsterdam | Guld                                                                                       | Henry Hansen Leo Nielsen Orla Jørgensen Poul Bergenhammer Sørensen                             | Landevejscykling, enkeltstart (168 km), hold                                               |
| 1928 Amsterdam | Bronze                                                                                     | Willy Falck Hansen                                                                             | Banecykling, sprint                                                                        |
| 1924 Paris | Sølv                                                                                       | Edmund Hansen Willy Falck Hansen                                                               | Banecykling, 2000 meter på tandem                                                          |
| Note Yderligere oplysninger om cykling ved sommer-OL: 1924, 1928, 1932, 1948, 1964, 1968, 1972, 1976, 1980, 1988, 1992, 1996, 2008, 2012, 2016, 2020, 2024. |                                                                                            |                                                                                                |                                                                                            |

#### Fodbold
| Danske medaljevindere ved OL i fodbold fordelt på år og sted, medalje (karat) og disciplin | Danske medaljevindere ved OL i fodbold fordelt på år og sted, medalje (karat) og disciplin | Danske medaljevindere ved OL i fodbold fordelt på år og sted, medalje (karat) og disciplin | Danske medaljevindere ved OL i fodbold fordelt på år og sted, medalje (karat) og disciplin |
| Årstal og sted                                                                             | Medalje                                                                                    | Navn(e) | Disciplin                                                                                  |
| ------------------------------------------------------------------------------------------ | ------------------------------------------------------------------------------------------ | --- | ------------------------------------------------------------------------------------------ |
| 1960 Rom                                                                                   | Sølv                                                                                       | Danmarks fodboldlandshold - Poul Andersen - John Danielsen - Henning Enoksen - Henry From - Bent Hansen - Poul Jensen - Christian Nielsen - Harald Nielsen - Flemming Nielsen - Poul Pedersen - Jørn Sørensen - Tommy Troelsen - Arne Sørensen (træner) - Reserver: Henning Helbrandt - Erling Linde Larsen - Finn Sterobo | Fodbold                                                                                    |
| 1948 London                                                                                | Bronze                                                                                     | Danmarks fodboldlandshold - Eigil Nielsen - Viggo Jensen - Knud Børge Overgaard - Axel Pilmark - Dion Ørnvold - Ivan Jensen - Johannes Pløger - Karl Aage Hansen - Knud Lundberg - John Hansen - Carl Aage Præst - Holger Seebach - Jørgen Leschly Sørensen | Fodbold                                                                                    |
| 1912 Stockholm                                                                             | Sølv                                                                                       | Danmarks fodboldlandshold - Paul Berth - Charles von Buchwald - Hjalmar Christoffersen - Harald Hansen - Sophus Hansen - Emil Jørgensen - Ivar Lykke - Nils Middelboe (anfører) - Poul "Tist" Nielsen - Sophus "Krølben" Nielsen - Oskar Nielsen - Anthon Olsen - Axel Petersen - Axel Thufason - Vilhelm Wolfhagen - Reserver (ikke tildelt medalje): - Svend Aage Castella - Ludwig Drescher - Axel Dyrberg - Viggo Malmqvist - Christian Morville | Fodbold                                                                                    |
| 1908 London                                                                                | Sølv                                                                                       | Danmarks fodboldlandshold - August Lindgren - Peter Marius Andersen - Sophus "Krølben" Nielsen - Vilhelm Wolfhagen - Bjørn Rasmussen - Ludvig Drescher - Charles von Buchwald - Harald Hansen - Harald Bohr - Johannes Gandil - Kristian Middelboe - Nils Middelboe - Oscar Nielsen - Reserver (ikke tildelt medalje): - Magnus Bech - Ødbert E. Bjarnholt - Knud Hansen - Einar Middelboe                                                           | Fodbold                                                                                    |
| 1906 Athen                                                                                 | Guld                                                                                       | Danmarks fodboldlandshold - Aage Andersen - August Lindgren - Carl Frederik Pedersen - Henry Rambusch - Hjalmar Heerup - Charles von Buchwald - Holger Frederiksen - Parmo Ferslev - Peder Pedersen - Stefan Rasmussen - Viggo Andersen - Oscar Nielsen | Fodbold                                                                                    |
| Note Yderligere oplysninger om fodbold ved sommer-OL: 1906,1908,1912,1948,1960.            |                                                                                            | |                                                                                            |

#### Fægtning
| Danske medaljevindere ved OL i fægtning fordelt på år og sted, medalje (karat) og disciplin | Danske medaljevindere ved OL i fægtning fordelt på år og sted, medalje (karat) og disciplin | Danske medaljevindere ved OL i fægtning fordelt på år og sted, medalje (karat) og disciplin | Danske medaljevindere ved OL i fægtning fordelt på år og sted, medalje (karat) og disciplin |
| Årstal og sted                                                                              | Medalje                                                                                     | Navn(e)                                                                                     | Disciplin                                                                                   |
| ------------------------------------------------------------------------------------------- | ------------------------------------------------------------------------------------------- | ------------------------------------------------------------------------------------------- | ------------------------------------------------------------------------------------------- |
| 1952 Helsinki                                                                               | Bronze                                                                                      | Karen Lachmann                                                                              | Fleuret                                                                                     |
| 1948 London                                                                                 | Sølv                                                                                        | Karen Lachmann                                                                              | Fleuret                                                                                     |
| 1924 Paris                                                                                  | Guld                                                                                        | Ellen Osiier                                                                                | Fleuret                                                                                     |
| 1924 Paris                                                                                  | Bronze                                                                                      | Grete Heckscher                                                                             | Fleuret                                                                                     |
| 1912 Stockholm                                                                              | Sølv                                                                                        | Ivan Osiier                                                                                 | Kårde                                                                                       |
| 1896 Athen                                                                                  | Bronze                                                                                      | Holger Nielsen                                                                              | Sabel                                                                                       |
| Note Yderligere oplysninger om fægtning ved sommer-OL: 1896, 1912, 1924, 1948, 1952.        |                                                                                             |                                                                                             |                                                                                             |

#### Gymnastik
| Danske medaljevindere ved OL i gymnastik fordelt på år og sted, medalje (karat) og samt disciplin | Danske medaljevindere ved OL i gymnastik fordelt på år og sted, medalje (karat) og samt disciplin | Danske medaljevindere ved OL i gymnastik fordelt på år og sted, medalje (karat) og samt disciplin | Danske medaljevindere ved OL i gymnastik fordelt på år og sted, medalje (karat) og samt disciplin |
| Årstal og sted                                                                                    | Medalje                                                                                           | Navn(e) | Disciplin                                                                                         |
| ------------------------------------------------------------------------------------------------- | ------------------------------------------------------------------------------------------------- | --- | ------------------------------------------------------------------------------------------------- |
| 1920 Antwerpen                                                                                    | Guld                                                                                              | - Rudolf Andersen - Viggo Dibbern - Aage Frandsen - Hugo Helsten - Harry Holm - Herold Jansson - Robert Johnsen - Christian Juhl - Vilhelm Lange - Svend Meulengracht-Madsen - Peder Marcussen - Peder Møller - Niels Turin Nielsen - Steen Lerche Olsen - Christian Møller Pedersen - Hans Stig Trappaud Rønne - Harry Sørensen - Christian Thomas - Knud Vermehren | Frit system, hold                                                                                 |
| 1920 Antwerpen                                                                                    | Sølv                                                                                              | - Johannes Birk - Frede Hansen - Kristian Hansen - Frederik Hansen - Hans Hovgaard Jakobsen - Aage Jørgensen - Alfred Frøkjær Jørgensen - Alfred Ollerup Jørgensen - Arne Jørgensen - Knud Kirkeløkke - Jens Lambæk - Kristjan Larsen - Kristian Madsen - Niels Erik Nielsen - Niels Kristian Nielsen - Dynes Pedersen - Hans Pedersen - Johannes Pedersen - Peder Dorf Pedersen - Rasmus Rasmussen - Hans Christian Sørensen - Hans Laurids Sørensen - Søren Sørensen - Georg Vest - Aage Walther                                                                | Svensk system, hold                                                                               |
| 1912 Stockholm                                                                                    | Sølv                                                                                              | - Peder Villemoes Andersen - Valdemar Jensen Bøggild - Søren Peter Christensen - Ingvald Eriksen - George Falcke - Torkild Garp - Hans Trier Hansen - Johannes Hansen - Rasmus Hansen - Jens Kristian Jensen - Søren Alfred Jensen - Karl Kirk - Jens Kirkegaard - Olaf Kjems - Carl Larsen - Jens Peter Laursen - Marius Lefèvre - Povl Sørensen Mark - Peter Einar Olsen - Hans Pedersen - Hans Eiler Pedersen - Jens Olaf Pedersen - Peder Larsen Pedersen - Aksel Sørensen - Martin Hansen Thau - Søren Thorborg - Kristen Vadgaard - Johannes Larsen Vinther | Svensk system, hold                                                                               |
| 1912 Stockholm                                                                                    | Bronze                                                                                            | - Axel Andersen - Hjalmart Nørregaard Andersen - Halvor Birch - Wilhelm Grimmelmann - Arvor Hansen - Christian Hansen - Marius Hansen - Charles Jensen - Hjalmar Peter Johansen - Preben Jørgensen - Carl Immanuel Krebs - Viggo Meulengracht-Madsen - Lukas Nielsen - Rikard Nordstrøm - Steen Lerche Olsen - Oluf Olsson - Carl Pedersen - Kristian Pedersen - Niels Petersen - Christian Valdemar Svendsen | Frit system, hold                                                                                 |
| 1906 Athen                                                                                        | Sølv                                                                                              | - Carl Andersen - Halvor Birch - Harald Bukdahl - Kaj Gnudtzmann - Knud Holm - Erik Klem - Harald Klem - Louis Larsen - Jens Lorentzen - Robert Klein Madsen - Carl Manicus-Hansen - Viktor Rasmussen - Oluf Olsson - Hans Pedersen - Kristian Pedersen - Niels Petersen - Marius Skram-Jensen - Marius Thuesen | Idrætsgymnastik, hold                                                                             |
| Note Yderligere oplysninger om gymnastik ved sommer-OL: 1906, 1912, 1920.                         |                                                                                                   | |                                                                                                   |

#### Hockey
| Danske medaljevindere ved OL i hockey fordelt på år og sted, medalje (karat) og samt disciplin | Danske medaljevindere ved OL i hockey fordelt på år og sted, medalje (karat) og samt disciplin | Danske medaljevindere ved OL i hockey fordelt på år og sted, medalje (karat) og samt disciplin | Danske medaljevindere ved OL i hockey fordelt på år og sted, medalje (karat) og samt disciplin |
| Årstal og sted                                                                                 | Medalje                                                                                        | Navn(e) | Disciplin                                                                                      |
| ---------------------------------------------------------------------------------------------- | ---------------------------------------------------------------------------------------------- | --- | ---------------------------------------------------------------------------------------------- |
| 1920 Antwerpen                                                                                 | Sølv                                                                                           | Danmarks hockeylandshold - Andreas Rasmussen - Hans Christian Herlak - Frans Faber - Erik Husted - Henning Holst - Hans Jørgen Hansen - Hans Adolf Bjerrum - Thorvald Eigenbrod - Svend Blach - Steen Due - Ejvind Blach - Paul Metz | Hockey                                                                                         |
| Note Yderligere oplysninger om hockey ved sommer-OL: 1920.                                     |                                                                                                | |                                                                                                |

#### Håndbold
| Danske medaljevindere ved OL i håndbold fordelt på år og sted, medalje (karat) og samt disciplin | Danske medaljevindere ved OL i håndbold fordelt på år og sted, medalje (karat) og samt disciplin | Danske medaljevindere ved OL i håndbold fordelt på år og sted, medalje (karat) og samt disciplin | Danske medaljevindere ved OL i håndbold fordelt på år og sted, medalje (karat) og samt disciplin |
| Årstal og sted                                                                                   | Medalje                                                                                          | Navn(e) | Disciplin                                                                                        |
| ------------------------------------------------------------------------------------------------ | ------------------------------------------------------------------------------------------------ | --- | ------------------------------------------------------------------------------------------------ |
| 2024 Paris                                                                                       | Guld                                                                                             | Herrehåndboldlandsholdet - Niklas Landin Jacobsen - Magnus Landin Jacobsen - Emil Jakobsen - Magnus Saugstrup - Hans Lindberg - Emil Nielsen - Henrik Møllgaard - Simon Pytlick - Simon Hald - Mikkel Hansen - Niclas Kirkeløkke - Rasmus Lauge - Thomas Sommer Arnoldsen - Mathias Gidsel                                       | Håndbold                                                                                         |
| 2024 Paris                                                                                       | Bronze                                                                                           | Kvindehåndboldlandsholdet - Louise Burgaard - Helena Elver - Emma Friis - Anne Mette Hansen - Line Haugsted - Kathrine Heindahl - Mie Højlund - Rikke Iversen - Sarah Iversen - Kristina Jørgensen - Michala Møller - Trine Østergaard - Althea Reinhardt - Mette Tranborg - Sandra Toft                                         | Håndbold                                                                                         |
| 2020 Tokyo                                                                                       | Sølv                                                                                             | Herrehåndboldlandsholdet - Niklas Landin Jacobsen - Magnus Landin Jacobsen - Emil Jakobsen - Magnus Saugstrup - Lasse Svan Hansen - Kevin Møller - Henrik Møllgaard - Mads Mensah Larsen - Henrik Toft Hansen - Mikkel Hansen - Morten Olsen - Jóhan Hansen - Lasse Andersson - Jacob Holm - Mathias Gidsel                      | Håndbold                                                                                         |
| 2016 Rio de Janeiro                                                                              | Guld                                                                                             | Herrehåndboldlandsholdet - Niklas Landin - Jannick Green - Morten Olsen - Mads Mensah Larsen - Mikkel Hansen - Michael Damgaard - Henrik Møllgaard - Mads Christiansen - Kasper Søndergaard - Henrik Toft Hansen - Jesper Nøddesbo - René Toft Hansen - Lasse Svan Hansen - Casper U. Mortensen                                  | Håndbold                                                                                         |
| 2004 Athen                                                                                       | Guld                                                                                             | Kvindehåndboldlandsholdet - Kristine Andersen - Karen Brødsgaard (anfører) - Line Daugaard - Katrine Fruelund - Trine Jensen - Rikke Hørlykke - Lotte Kiærskou - Karin Mortensen - Louise Nørgaard - Rikke Petersen-Schmidt - Rikke Skov - Camilla Thomsen - Josephine Touray - Mette Vestergaard - Henriette Mikkelsen          | Håndbold                                                                                         |
| 2000 Sydney                                                                                      | Guld                                                                                             | Kvindehåndboldlandsholdet - Camilla Andersen - Tina Bøttzau - Karen Brødsgaard - Katrine Fruelund - Maja Grønbæk - Anette Hoffman - Lotte Kiærskou - Tonje Kjærgaard - Janne Kolling - Anja Nielsen - Lene Rantala - Christina Roslyng - Mette Vestergaard - Rikke Petersen - Karin Mortensen                                    | Håndbold                                                                                         |
| 1996 Atlanta                                                                                     | Guld                                                                                             | Kvindehåndboldlandsholdet - Anja Andersen - Camilla Andersen - Kristine Andersen - Heidi Astrup - Tina Bøttzau - Marianne Florman - Conny Hamann - Anja Byrial Hansen - Anette Hoffman - Tonje Kjærgaard - Janne Kolling (anfører) - Susanne Munk Lauritsen - Gitte Madsen - Lene Rantala - Gitte Sunesen - Anne Dorthe Tanderup | Håndbold                                                                                         |
| Note Yderligere oplysninger om håndbold ved sommer-OL: 1996, 2000, 2004, 2016, 2020, 2024.       |                                                                                                  | |                                                                                                  |

#### Kano og kajak
| Danske medaljevindere ved OL i kano og kajak fordelt på år og sted, medalje (karat) og samt disciplin                               | Danske medaljevindere ved OL i kano og kajak fordelt på år og sted, medalje (karat) og samt disciplin | Danske medaljevindere ved OL i kano og kajak fordelt på år og sted, medalje (karat) og samt disciplin | Danske medaljevindere ved OL i kano og kajak fordelt på år og sted, medalje (karat) og samt disciplin |
| Årstal og sted | Medalje                                                                                               | Navn(e)                                                                                               | Disciplin                                                                                             |
| --- | --- | --- | --- |
| 2024 Paris | Bronze                                                                                                | Emma Aastrand Jørgensen                                                                               | 500 meter kajak                                                                                       |
| 2020 Tokyo | Bronze                                                                                                | Emma Aastrand Jørgensen                                                                               | 200 meter kajak                                                                                       |
| 2020 Tokyo | Bronze                                                                                                | Emma Aastrand Jørgensen                                                                               | 500 meter kajak                                                                                       |
| 2016 Rio de Janeiro | Sølv                                                                                                  | Emma Aastrand Jørgensen                                                                               | 500 meter kajak                                                                                       |
| 2008 Beijing | Sølv                                                                                                  | Kim Wraae Knudsen René Holten Poulsen                                                                 | 1000 meter toerkajak                                                                                  |
| 1992 Barcelona | Sølv                                                                                                  | Arne Nielsson Christian Frederiksen                                                                   | Toerkano                                                                                              |
| 1984 Los Angeles | Sølv                                                                                                  | Henning Lynge Jakobsen                                                                                | 500 meter enerkano                                                                                    |
| 1984 Los Angeles | Bronze                                                                                                | Henning Lynge Jakobsen                                                                                | 1000 meter enerkano                                                                                   |
| 1968 Mexico | Bronze                                                                                                | Erik Hansen                                                                                           | 1000 meter enerkajak                                                                                  |
| 1964 Tokyo | Bronze                                                                                                | Peer Norrbohm Nielsen John Rungsted Sørensen                                                          | 1000 meter toerkano,                                                                                  |
| 1960 Rom | Guld                                                                                                  | Erik Hansen                                                                                           | 1000 meter enerkajak                                                                                  |
| 1960 Rom | Bronze                                                                                                | Erik Hansen - Helmuth Nyborg Arne Høyer - Erling Jessen                                               | 4x500 meter enerkajak, stafet                                                                         |
| 1956 Melbourne | Bronze                                                                                                | Tove Søby                                                                                             | 500 meter enerkajak                                                                                   |
| 1952 Helsinki | Guld                                                                                                  | Bent Peder Rasch Finn Haunstoft                                                                       | 1000 meter toerkano                                                                                   |
| 1948 London | Guld                                                                                                  | Karen Hoff                                                                                            | 500 meter enerkajak                                                                                   |
| 1948 London | Sølv                                                                                                  | Frederik Kobberup Andersen                                                                            | 1000 meter enerkajak                                                                                  |
| 1948 London | Sølv                                                                                                  | Ejvind Hansen Bernhard Jensen                                                                         | 1000 meter toerkajak                                                                                  |
| Note Yderligere oplysninger om kano og kajak ved sommer-OL: 1948, 1952, 1956, 1960, 1964, 1968, 1984, 1992, 2008, 2016, 2020, 2024. | | | |

#### Ridning- alternativthestesport
| Danske medaljevindere ved OL i ridning fordelt på år og sted, medalje (karat) og disciplin      | Danske medaljevindere ved OL i ridning fordelt på år og sted, medalje (karat) og disciplin | Danske medaljevindere ved OL i ridning fordelt på år og sted, medalje (karat) og disciplin                                        | Danske medaljevindere ved OL i ridning fordelt på år og sted, medalje (karat) og disciplin |
| Årstal og sted                                                                                  | Medalje                                                                                    | Navn(e) | Disciplin                                                                                  |
| ----------------------------------------------------------------------------------------------- | ------------------------------------------------------------------------------------------ | --- | ------------------------------------------------------------------------------------------ |
| 2024 Paris                                                                                      | Sølv                                                                                       | Daniel Bachmann Andersen Cathrine Laudrup-Dufour Nanna Skodborg Merrald                                                           | Dressur, hold                                                                              |
| 2008 Beijing                                                                                    | Bronze                                                                                     | Andreas Helgstrand på hesten Don Schufro Anne van Olst på hesten Le Fiere Nathalie zu Sayn-Wittgenstein-Berleburg på hesten Digby | Dressur, hold                                                                              |
| 1984 Los Angeles                                                                                | Sølv                                                                                       | Anne Grethe Törnblad på hesten Marzog                                                                                             | Dressur                                                                                    |
| 1956 Melbourne                                                                                  | Sølv                                                                                       | Lis Hartel | Dressur                                                                                    |
| 1952 Helsinki                                                                                   | Sølv                                                                                       | Lis Hartel | Dressur                                                                                    |
| 1936 Berlin                                                                                     | Bronze                                                                                     | Hans Mathiesen Lunding på hesten Jason                                                                                            | Military                                                                                   |
| 1924 Paris                                                                                      | Sølv                                                                                       | Frode Kirkebjerg | Military                                                                                   |
| Note Yderligere oplysninger om ridning ved sommer-OL: 1924, 1936, 1952, 1956, 1984, 2008, 2024. |                                                                                            | |                                                                                            |

#### Roning
| Danske medaljevindere ved OL i roning fordelt på år og sted, medalje (karat) og disciplin                                                | Danske medaljevindere ved OL i roning fordelt på år og sted, medalje (karat) og disciplin | Danske medaljevindere ved OL i roning fordelt på år og sted, medalje (karat) og disciplin                             | Danske medaljevindere ved OL i roning fordelt på år og sted, medalje (karat) og disciplin |
| Årstal og sted | Medalje                                                                                   | Navn(e) | Disciplin                                                                                 |
| --- | ----------------------------------------------------------------------------------------- | --- | ----------------------------------------------------------------------------------------- |
| 2020 Tokyo | Bronze                                                                                    | Frederic Vystavel Joachim Sutton                                                                                      | Toer uden styrmand                                                                        |
| 2016 Rio de Janeiro | Sølv                                                                                      | Kasper Winther Jørgensen Jacob Barsøe Jacob Søgaard Larsen Morten Jørgensen                                           | Letvægtsfirer                                                                             |
| 2016 Rio de Janeiro | Bronze                                                                                    | Anne Dsane Andersen Lærke Berg Rasmussen                                                                              | Toer uden styrmand                                                                        |
| 2012 London | Guld                                                                                      | Rasmus Quist Hansen Mads Reinholdt Rasmussen                                                                          | Doublesculler                                                                             |
| 2012 London | Sølv                                                                                      | Fie Udby Erichsen | Singlesculler                                                                             |
| 2012 London | Bronze                                                                                    | Kasper Winther Jørgensen Morten Jørgensen Jacob Barsøe Eskild Ebbesen                                                 | Letvægtsfirer                                                                             |
| 2008 Beijing | Guld                                                                                      | Mads Kruse Andersen Thomas Ebert Eskild Ebbesen Morten Jørgensen                                                      | Letvægtsfirer                                                                             |
| 2008 Beijing | Bronze                                                                                    | Rasmus Quist Hansen Mads Reinholdt Rasmussen                                                                          | Doublesculler                                                                             |
| 2004 Athen | Guld                                                                                      | Eskild Ebbesen Thomas Ebert Thor Kristensen Stephan Mølvig                                                            | Letvægtsfirer                                                                             |
| 2000 Sydney | Bronze                                                                                    | Eskild Ebbesen Thomas Ebert Victor Feddersen Søren Madsen                                                             | Letvægtsfirer                                                                             |
| 1996 Atlanta | Guld                                                                                      | Eskild Ebbesen Thomas Poulsen Victor Feddersen Niels Laulund Henriksen                                                | Letvægtsfirer                                                                             |
| 1996 Atlanta | Bronze                                                                                    | Trine Hansen | Singlesculler                                                                             |
| 1984 Los Angeles | Bronze                                                                                    | Michael Jessen Lars Nielsen Per Rasmussen Erik Christiansen                                                           | Firer uden styrmand                                                                       |
| 1984 Los Angeles | Bronze                                                                                    | Hanne Mandsfeldt Eriksen Birgitte Hanel Inger Charlotte Koefoed Bodil Steen Rasmussen Jette Hejli Sørensen (styrmand) | Dobbeltfirer med styrmand                                                                 |
| 1968 Mexico | Bronze                                                                                    | Peter Fich Christiansen Ib Ivan Larsen                                                                                | Toer uden styrmand                                                                        |
| 1968 Mexico | Bronze                                                                                    | Jørn Krab Harry Jørgensen Preben Krab (styrmand)                                                                      | Toer med styrmand                                                                         |
| 1964 Tokyo | Guld                                                                                      | John Ørsted Hansen Bjørn Hasløv Erik Petersen Kurt Helmudt                                                            | Firer uden styrmand                                                                       |
| 1952 Helsinki | Bronze                                                                                    | Svend Pedersen Poul Svendsen Jørgen Frantzen (styrmand)                                                               | Toer med styrmand                                                                         |
| 1948 London | Guld                                                                                      | Finn Pedersen Tage Henriksen Carl-Ebbe Andersen (styrmand)                                                            | Toer med styrmand                                                                         |
| 1948 London | Sølv                                                                                      | Ebbe Parsner Aage Ernst Larsen                                                                                        | Dobbeltsculler                                                                            |
| 1948 London | Sølv                                                                                      | Helge Halkjær Aksel Bonde Hansen Helge Muxoll Schrøder Ib Storm Larsen                                                | Firer uden styrmand                                                                       |
| 1948 London | Bronze                                                                                    | Erik Larsen Børge Raahauge Nielsen Henry Larsen Harry Knudsen Ib Olsen (styrmand)                                     | Firer med styrmand                                                                        |
| 1936 Berlin | Sølv                                                                                      | Peter Richard Olsen Harry Larsen                                                                                      | Toer uden styrmand                                                                        |
| 1912 Stockholm | Guld                                                                                      | Ejler Allert Jørgen Christian Hansen Carl Møller Carl Frederik Pedersen Poul Hartmann                                 | Firer med styrmand, indrigger                                                             |
| 1912 Stockholm | Bronze                                                                                    | Erik Bisgaard Rasmus Peter Frandsen Mikael Simonsen Poul Thymann Eigil Clemmensen                                     | Firer med styrmand, udrigger                                                              |
| Note Yderligere oplysninger om roning ved sommer-OL: 1912, 1936, 1948, 1952, 1964, 1968, 1984, 1996, 2000, 2004, 2008, 2012, 2016, 2020. |                                                                                           | |                                                                                           |

#### Sejlsport
| Danske medaljevindere ved OL i sejlsport fordelt på år og sted, medalje (karat) og disciplin                                                                                          | Danske medaljevindere ved OL i sejlsport fordelt på år og sted, medalje (karat) og disciplin | Danske medaljevindere ved OL i sejlsport fordelt på år og sted, medalje (karat) og disciplin | Danske medaljevindere ved OL i sejlsport fordelt på år og sted, medalje (karat) og disciplin |
| Årstal og sted | Medalje                                                                                      | Navn(e)                                                                                      | Disciplin                                                                                    |
| --- | -------------------------------------------------------------------------------------------- | -------------------------------------------------------------------------------------------- | -------------------------------------------------------------------------------------------- |
| 2024 Paris | Sølv                                                                                         | Anne-Marie Rindom                                                                            | Laser Radial                                                                                 |
| 2020 Tokyo | Guld                                                                                         | Anne-Marie Rindom                                                                            | Laser Radial                                                                                 |
| 2016 Rio de Janeiro | Bronze                                                                                       | Anne-Marie Rindom                                                                            | Laser Radial                                                                                 |
| 2016 Rio de Janeiro | Bronze                                                                                       | Jena Mai Hansen Katja Salskov-Iversen                                                        | 49erFX                                                                                       |
| 2012 London | Sølv                                                                                         | Jonas Høgh-Christensen                                                                       | Finnjolle                                                                                    |
| 2012 London | Bronze                                                                                       | Allan Nørregaard Peter Lang                                                                  | 49er                                                                                         |
| 2008 Beijing | Guld                                                                                         | Martin Kirketerp Ibsen Jonas Warrer                                                          | 49er                                                                                         |
| 2004 Athen | Bronze                                                                                       | Signe Livbjerg                                                                               | Europajolle                                                                                  |
| 2004 Athen | Bronze                                                                                       | Dorte Jensen Helle Jespersen Christina Otzen                                                 | Yngling                                                                                      |
| 2000 Sydney | Guld                                                                                         | Jesper Bank Henrik Blakskjær Thomas Jacobsen                                                 | Soling                                                                                       |
| 1996 Atlanta | Guld                                                                                         | Kristine Roug                                                                                | Europajolle                                                                                  |
| 1992 Barcelona | Guld                                                                                         | Jesper Bank Steen Secher Jesper Seier                                                        | Soling                                                                                       |
| 1992 Barcelona | Bronze                                                                                       | Jens Bojsen-Møller Jørgen Bojsen-Møller                                                      | Flying Dutchman                                                                              |
| 1988 Seoul | Guld                                                                                         | Christian Grønborg Jørgen Bojsen-Møller                                                      | Flying Dutchman                                                                              |
| 1988 Seoul | Bronze                                                                                       | Jesper Bank Steen Secher Jan Mathiasen                                                       | Soling                                                                                       |
| 1980 Moskva | Guld                                                                                         | Poul Richard Høj Jensen Valdemar Bandolowski Erik Hansen                                     | Soling                                                                                       |
| 1980 Moskva | Sølv                                                                                         | Peter Due Per Kjærgaard                                                                      | Tornado                                                                                      |
| 1976 Montreal | Guld                                                                                         | Poul Richard Høj Jensen Valdemar Bandolowski Erik Hansen                                     | Soling                                                                                       |
| 1968 Mexico | Sølv                                                                                         | Aage Birch Poul Lindemark-Jørgensen Niels Peter Markussen                                    | Drage                                                                                        |
| 1964 Tokyo | Guld                                                                                         | Ole Berntsen Christian von Bülow Ole Poulsen                                                 | Drage                                                                                        |
| 1964 Tokyo | Bronze                                                                                       | Henning Nørgaard Wind                                                                        | Finnjolle                                                                                    |
| 1960 Rom | Guld                                                                                         | Paul Elvstrøm                                                                                | Finnjolle                                                                                    |
| 1960 Rom | Sølv                                                                                         | Hans Fogh Ole Erik Petersen                                                                  | Flying Dutchman                                                                              |
| 1960 Rom | Sølv                                                                                         | William Berntsen Søren Hancke Steen Bach Christensen                                         | 5,5 meter-båd                                                                                |
| 1956 Melbourne | Guld                                                                                         | Paul Elvstrøm                                                                                | Finnjolle                                                                                    |
| 1956 Melbourne | Sølv                                                                                         | Ole Berntsen Cyril Andresen Christian von Bülow                                              | Drage                                                                                        |
| 1952 Helsinki | Guld                                                                                         | Paul Elvstrøm                                                                                | Finnjolle                                                                                    |
| 1948 London | Guld                                                                                         | Paul Elvstrøm                                                                                | Firefly                                                                                      |
| 1948 London | Bronze                                                                                       | William Berntsen Ole Berntsen Klaus Baess                                                    | Drage                                                                                        |
| 1928 Amsterdam | Sølv                                                                                         | Wilhelm Vett Niels Otto Møller Aage Høy-Petersen Peter Schlütter Sven Linck                  | 6 meter-båd                                                                                  |
| 1924 Paris | Sølv                                                                                         | Knud Jessen Degn Christian Nielsen Wilhelm Vett                                              | 6 meter-båd                                                                                  |
| 1912 Stockholm | Sølv                                                                                         | Steen Steensen Herschend Sven Bernth Thomsen Hans Meulengracht-Madsen                        | 6 meter-båd                                                                                  |
| Note Yderligere oplysninger om sejlsport ved sommer-OL: 1912, 1924, 1928, 1948, 1952, 1956, 1960, 1964, 1968, 1976, 1980, 1988, 1992, 1996, 2000, 2004, 2008, 2012, 2016, 2020, 2024. |                                                                                              |                                                                                              |                                                                                              |

#### Skydning
| Medaljer og danske medaljevindere ved OL i skydning fordelt på år og sted, medalje (karat) og samt disciplin      | Medaljer og danske medaljevindere ved OL i skydning fordelt på år og sted, medalje (karat) og samt disciplin | Medaljer og danske medaljevindere ved OL i skydning fordelt på år og sted, medalje (karat) og samt disciplin                | Medaljer og danske medaljevindere ved OL i skydning fordelt på år og sted, medalje (karat) og samt disciplin |
| Årstal og sted | Medalje | Navn(e) | Disciplin |
| --- | --- | --- | --- |
| 2020 Tokyo | Sølv | Jesper Hansen | Skeetskydning                                                                                                |
| 2012 London | Sølv | Anders Golding | Skeetskydning                                                                                                |
| 2000 Sydney | Sølv | Torben Grimmel | 50 meter riffel, liggende                                                                                    |
| 1984 Los Angeles                                                                                                  | Sølv | Ole Riber Rasmussen | Skeetskydning                                                                                                |
| 1980 Moskva | Guld | Kjeld Rasmussen | Skeetskydning                                                                                                |
| 1924 Paris | Bronze | Niels Hansen Ditlev Larsen                                                                                                  | 600 meter fri riffel                                                                                         |
| 1920 Antwerpen | Guld | Lars Jørgen Madsen Niels Hansen Ditlev Larsen Anders Petersen Erik Sætter-Lassen Anders Peter Nielsen                       | 300 m fri riffel, stående, hold                                                                              |
| 1920 Antwerpen | Sølv | Niels Hansen Ditlev Larsen                                                                                                  | Fri riffel, 300 meter, helmatch                                                                              |
| 1920 Antwerpen | Sølv | Lars Jørgen Madsen | Militærriffel, 300 meter, stående                                                                            |
| 1912 Stockholm | Sølv | Lars Jørgen Madsen | Helmatch |
| 1912 Stockholm | Bronze | Niels Hansen Ditlev Larsen                                                                                                  | Fri gevær, 300 meter, helmatch                                                                               |
| 1912 Stockholm | Bronze | Ole Olsen Lars Jørgen Madsen Niels Hansen Ditlev Larsen Niels Andersen Laurits Teodor Christian Larsen Jens Madsen Hajslund | Helmatch, hold                                                                                               |
| 1900 Paris | Guld | Lars Jørgen Madsen | Armégevær, 300 meter, stående                                                                                |
| 1900 Paris | Sølv | Anders Peter Nielsen | Armégevær, 300 meter, helmatch                                                                               |
| 1900 Paris | Sølv | Anders Peter Nielsen | Armégevær, 300 meter, knælende                                                                               |
| 1900 Paris | Sølv | Anders Peter Nielsen | Armégevær, 300 meter, liggende                                                                               |
| 1896 Athen | Sølv | Holger Nielsen | Valgfri pistol, 30 meter                                                                                     |
| 1896 Athen | Bronze | Viggo Jensen | Fri riffle, 300 meter                                                                                        |
| 1896 Athen | Bronze | Holger Nielsen | Pistol, 25 meter                                                                                             |
| NoteYderligere oplysninger om skydning ved sommer-OL: 1896, 1900, 1912, 1920, 1924, 1980, 1984, 2000, 2012, 2020. | | | |

#### Taekwondo
| Danske medaljevindere ved OL i taekwondo fordelt på år og sted, medalje (karat) og disciplin | Danske medaljevindere ved OL i taekwondo fordelt på år og sted, medalje (karat) og disciplin | Danske medaljevindere ved OL i taekwondo fordelt på år og sted, medalje (karat) og disciplin | Danske medaljevindere ved OL i taekwondo fordelt på år og sted, medalje (karat) og disciplin |
| Årstal og sted                                                                               | Medalje                                                                                      | Navn(e)                                                                                      | Disciplin                                                                                    |
| -------------------------------------------------------------------------------------------- | -------------------------------------------------------------------------------------------- | -------------------------------------------------------------------------------------------- | -------------------------------------------------------------------------------------------- |
| 2024 Paris                                                                                   | Bronze                                                                                       | Edi Hrnic                                                                                    | 80 kg-klassen                                                                                |
| Note Yderligere oplysninger om taekwondo ved sommer-OL: 2024.                                |                                                                                              |                                                                                              |                                                                                              |

#### Tennis
| Danske medaljevindere ved OL i tennis fordelt på år og sted, medalje (karat) og disciplin | Danske medaljevindere ved OL i tennis fordelt på år og sted, medalje (karat) og disciplin | Danske medaljevindere ved OL i tennis fordelt på år og sted, medalje (karat) og disciplin | Danske medaljevindere ved OL i tennis fordelt på år og sted, medalje (karat) og disciplin |
| Årstal og sted                                                                            | Medalje                                                                                   | Navn(e)                                                                                   | Disciplin                                                                                 |
| ----------------------------------------------------------------------------------------- | ----------------------------------------------------------------------------------------- | ----------------------------------------------------------------------------------------- | ----------------------------------------------------------------------------------------- |
| 1912 Stockholm                                                                            | Sølv                                                                                      | Sophie Castenschiold                                                                      | Damesingle                                                                                |
| Note Yderligere oplysninger om tennis ved sommer-OL: 1912.                                |                                                                                           |                                                                                           |                                                                                           |

#### Tovtrækning
| Medaljer og danske medaljevindere ved OL i tovtrækning fordelt på år og sted, medalje (karat) og disciplin | Medaljer og danske medaljevindere ved OL i tovtrækning fordelt på år og sted, medalje (karat) og disciplin | Medaljer og danske medaljevindere ved OL i tovtrækning fordelt på år og sted, medalje (karat) og disciplin                   | Medaljer og danske medaljevindere ved OL i tovtrækning fordelt på år og sted, medalje (karat) og disciplin |
| Årstal og sted                                                                                             | Medalje | Navn(e) | Disciplin                                                                                                  |
| --- | --- | --- | --- |
| 1900 Paris                                                                                                 | Guld | Svensk/dansk hold bestående af Gustaf Söderström Karl Gustaf Staaf August Nilsson Eugen Schmidt Edgar Aabye Charles Winckler | Tovtrækning                                                                                                |
| Note Yderligere oplysninger om tovtrækning ved sommer-OL: 1900.                                            | | | |

#### Vandsport– alternativtsvømmesport
| Danske medaljevindere ved OL i vandsport fordelt på år og sted, medalje (karat) og disciplin                                               | Danske medaljevindere ved OL i vandsport fordelt på år og sted, medalje (karat) og disciplin | Danske medaljevindere ved OL i vandsport fordelt på år og sted, medalje (karat) og disciplin | Danske medaljevindere ved OL i vandsport fordelt på år og sted, medalje (karat) og disciplin |
| Årstal og sted | Medalje                                                                                      | Navn(e)                                                                                      | Disciplin                                                                                    |
| --- | -------------------------------------------------------------------------------------------- | -------------------------------------------------------------------------------------------- | -------------------------------------------------------------------------------------------- |
| 2020 Tokyo | Bronze                                                                                       | Pernille Blume                                                                               | 50 meter fri                                                                                 |
| 2016 Rio de Janeiro | Guld                                                                                         | Pernille Blume                                                                               | 50 meter fri                                                                                 |
| 2016 Rio de Janeiro | Bronze                                                                                       | Mie Ø. Nielsen Rikke Møller Pedersen Jeanette Ottesen Pernille Blume                         | 4x100 meter medley                                                                           |
| 2008 Beijing | Bronze                                                                                       | Lotte Friis                                                                                  | 800 meter fri                                                                                |
| 1988 Seoul | Sølv                                                                                         | Benny Nielsen                                                                                | 200 meter butterfly                                                                          |
| 1980 Moskva | Bronze                                                                                       | Susanne Nielsson                                                                             | 100 meter brystsvømning                                                                      |
| 1948 London | Guld                                                                                         | Greta Andersen                                                                               | 100 meter fri                                                                                |
| 1948 London | Guld                                                                                         | Karen Margrethe Harup                                                                        | 100 meter rygsvømning                                                                        |
| 1948 London | Sølv                                                                                         | Karen Margrethe Harup                                                                        | 400 meter fri                                                                                |
| 1948 London | Sølv                                                                                         | Eva Arndt-Riise Karen Margrethe Harup Greta Andersen Fritze Nathansen                        | 4×100 meter fri                                                                              |
| 1948 London | Bronze                                                                                       | Birte Christoffersen                                                                         | Tårnspring (10 meter)                                                                        |
| 1936 Berlin | Sølv                                                                                         | Ragnhild Hveger                                                                              | 400 meter fri                                                                                |
| 1936 Berlin | Bronze                                                                                       | Inge Sørensen                                                                                | 200 meter brystsvømning                                                                      |
| 1932 Los Angeles | Bronze                                                                                       | Else Jacobsen                                                                                | 200 meter brystsvømning                                                                      |
| 1920 Antwerpen | Guld                                                                                         | Stefanie Fryland Clausen                                                                     | Tårnspring (10 meter)                                                                        |
| 1908 London | Sølv                                                                                         | Ludvig Dam                                                                                   | 100 meter rygsvømning                                                                        |
| 1900 Paris | Bronze                                                                                       | Peder Lykkeberg                                                                              | Undervandssvømning                                                                           |
| Note Yderligere oplysninger om vandsport ved sommer-OL: 1900, 1908, 1920, 1932, 1936, 1948, 1948 (udspring), 1980, 1988, 2008, 2016, 2020. |                                                                                              |                                                                                              |                                                                                              |

#### Vægtløftning
| Danske medaljevindere ved OL i vægtløftning fordelt på år og sted, medalje (karat) og disciplin | Danske medaljevindere ved OL i vægtløftning fordelt på år og sted, medalje (karat) og disciplin | Danske medaljevindere ved OL i vægtløftning fordelt på år og sted, medalje (karat) og disciplin | Danske medaljevindere ved OL i vægtløftning fordelt på år og sted, medalje (karat) og disciplin |
| Årstal og sted                                                                                  | Medalje                                                                                         | Navn(e)                                                                                         | Disciplin                                                                                       |
| ----------------------------------------------------------------------------------------------- | ----------------------------------------------------------------------------------------------- | ----------------------------------------------------------------------------------------------- | ----------------------------------------------------------------------------------------------- |
| 1932 Los Angeles                                                                                | Sølv                                                                                            | Svend Olsen                                                                                     | Letsværvægt                                                                                     |
| 1896 Athen                                                                                      | Guld                                                                                            | Viggo Jensen                                                                                    | To-arms stød                                                                                    |
| 1896 Athen                                                                                      | Sølv                                                                                            | Viggo Jensen                                                                                    | En-arms stød                                                                                    |
| Note Yderligere oplysninger om vægtløftning ved sommer-OL: 1896, 1932                           |                                                                                                 |                                                                                                 |                                                                                                 |

## Vinter-OL
Her følger de danske sportsudøveres resultat for curling. Det er den eneste sportsgren ved vinter-OL, hvor danske sportsudøvere har vundet en medalje. 

### Curling
| Danske medaljevindere ved OL i curling fordelt på år og sted, medalje (karat) og disciplin | Danske medaljevindere ved OL i curling fordelt på år og sted, medalje (karat) og disciplin | Danske medaljevindere ved OL i curling fordelt på år og sted, medalje (karat) og disciplin | Danske medaljevindere ved OL i curling fordelt på år og sted, medalje (karat) og disciplin |
| Årstal og sted                                                                             | Medalje                                                                                    | Navn(e)                                                                                    | Disciplin                                                                                  |
| ------------------------------------------------------------------------------------------ | ------------------------------------------------------------------------------------------ | ------------------------------------------------------------------------------------------ | ------------------------------------------------------------------------------------------ |
| 1998 Nagano                                                                                | Sølv                                                                                       | Helena Blach Lavrsen Margit Pörtner Dorthe Holm Trine Qvist Jane Bidstrup                  | Curling                                                                                    |
| Note Yderligere oplysninger om curling ved vinter-OL: 1998.                                |                                                                                            |                                                                                            |                                                                                            |